# Онтіньєнт
Онтіньєнт, Онтеньєнте (валенс. Ontinyent (офіційна назва), ісп. Onteniente) — муніципалітет в Іспанії, у складі автономної спільноти Валенсія, у провінції Валенсія. Населення — 37 935 осіб (2010).

## Географія
Муніципалітет розташований на відстані близько 320 км на південний схід від Мадрида, 75 км на південь від Валенсії.

## Демографія
Динаміка населення (INE ):

## Галерея зображень

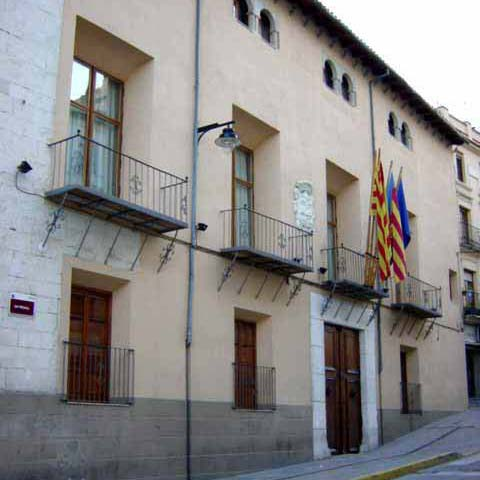
Муніципальна рада
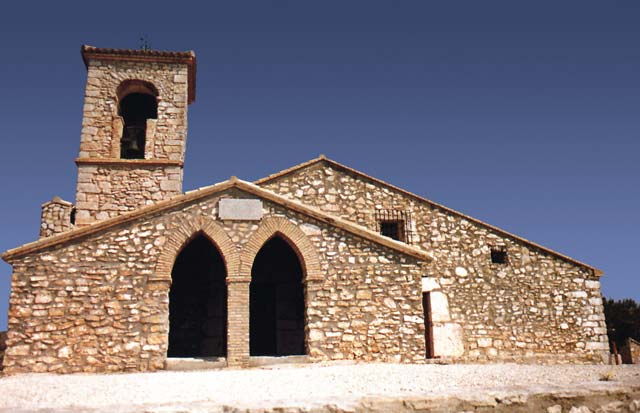
Каплиця Сан-Естебан